# Zimtkopfliest

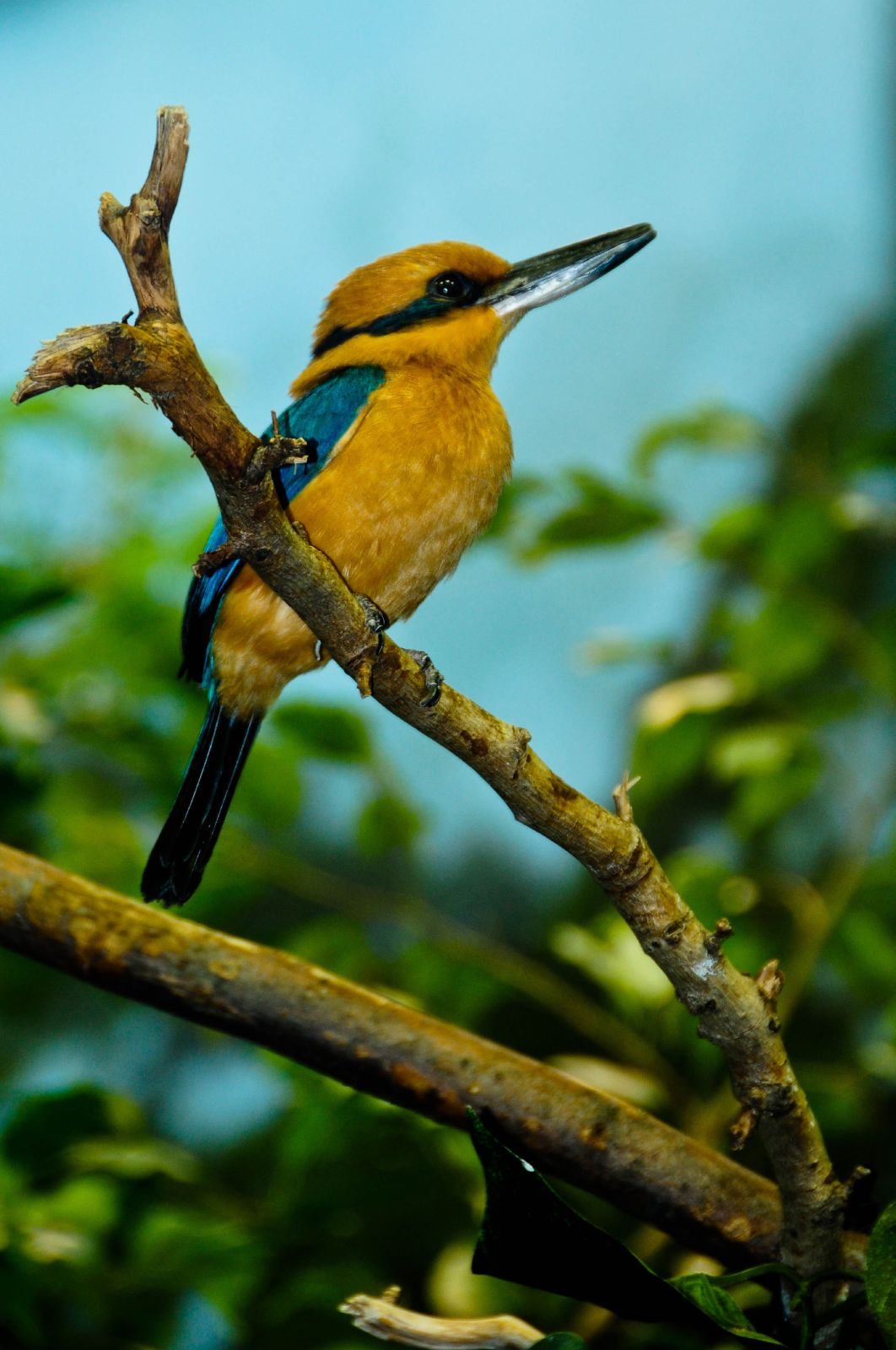
Zimtkopfliest im Lincoln Park Zoo

Der Zimtkopfliest (Todiramphus cinnamominus) 
ist ein Vertreter der im Pazifikraum vorkommenden Eisvogel-Gattung Todiramphus.

## Merkmale
Der Zimtkopfliest ist etwa 20 cm lang. Er hat einen großen dunklen Schnabel,
einen zimtfarbenen Kopf, einen dunklen Augenstrich sowie blaugrüne 
Flügeloberseiten. 
Die beiden südlich verbreiteten Unterarten T. c. pelewensis und
T. c. reichenbachii sind durch einen weißen Hals und
weiße Unterseiten gekennzeichnet. Bei den beiden nördlichen Unterarten
ist der Hals zimtfarben. Die Männchen der Unterart T. c. cinnamominus 
haben zusätzlich eine zimtfarbene Brust und Flügelunterseiten.

## Vorkommen
Das Verbreitungsgebiet des Zimtkopfliests beschränkt sich auf drei 
Inselgruppen im südwestlichen Pazifik, auf welchen jeweils eine Unterart vorkommt. 
Auf einer vierten Inselgruppe starb eine weitere Unterart Anfang
des 20. Jahrhunderts aus.

## Gefährdung und Schutz
Der Ryūkyū-Liest (T. c. miyakoensis) ist nur von einem einzigen Exemplar bekannt, das 1887 auf den japanischen Miyako-Inseln gesammelt wurde, seitdem ist die Unterart verschollen. Der Guam-Liest T. c. cinnamominus ist durch Einschleppung der Braunen Nachtbaumnatter in freier Wildbahn ausgestorben; es bestehen zwar Populationen in Gefangenschaft, aber eine Wiederansiedlung wäre nur möglich, wenn schlangenfreie Areale geschaffen werden können. Auch die Bestände von T. c. reichenbachii auf Pohnpei haben, aus bislang ungeklärten Gründen, stark abgenommen.

## Unterarten
- T. c. cinnamominus (Swainson 1821); nur auf der Insel Guam vorkommende Unterart.
- T. c. pelewensis (Wiglesworth 1891); endemisch auf den Palau-Inseln verbreitet.
- T. c. reichenbachii (Hartlaub 1852); ihr Verbreitungsgebiet umfasst die Insel Pohnpei und die Inselgruppe der Karolinen.
- † T. c. miyakoensis oder Todiramphus miyakoensis (Kuroda 1919); diese Unterart kam bis zum Anfang des 20. Jahrhunderts auf den japanischen Ryūkyū-Inseln vor. Sie wird von einigen Autoren als eigenständige Art betrachtet.

## Verhalten und Nahrung
Der Zimtkopfliest ist ein Ansitzjäger. 
Er ernährt sich von Bodeninsekten, Heuschrecken und kleinen Reptilien.